# 科斯基

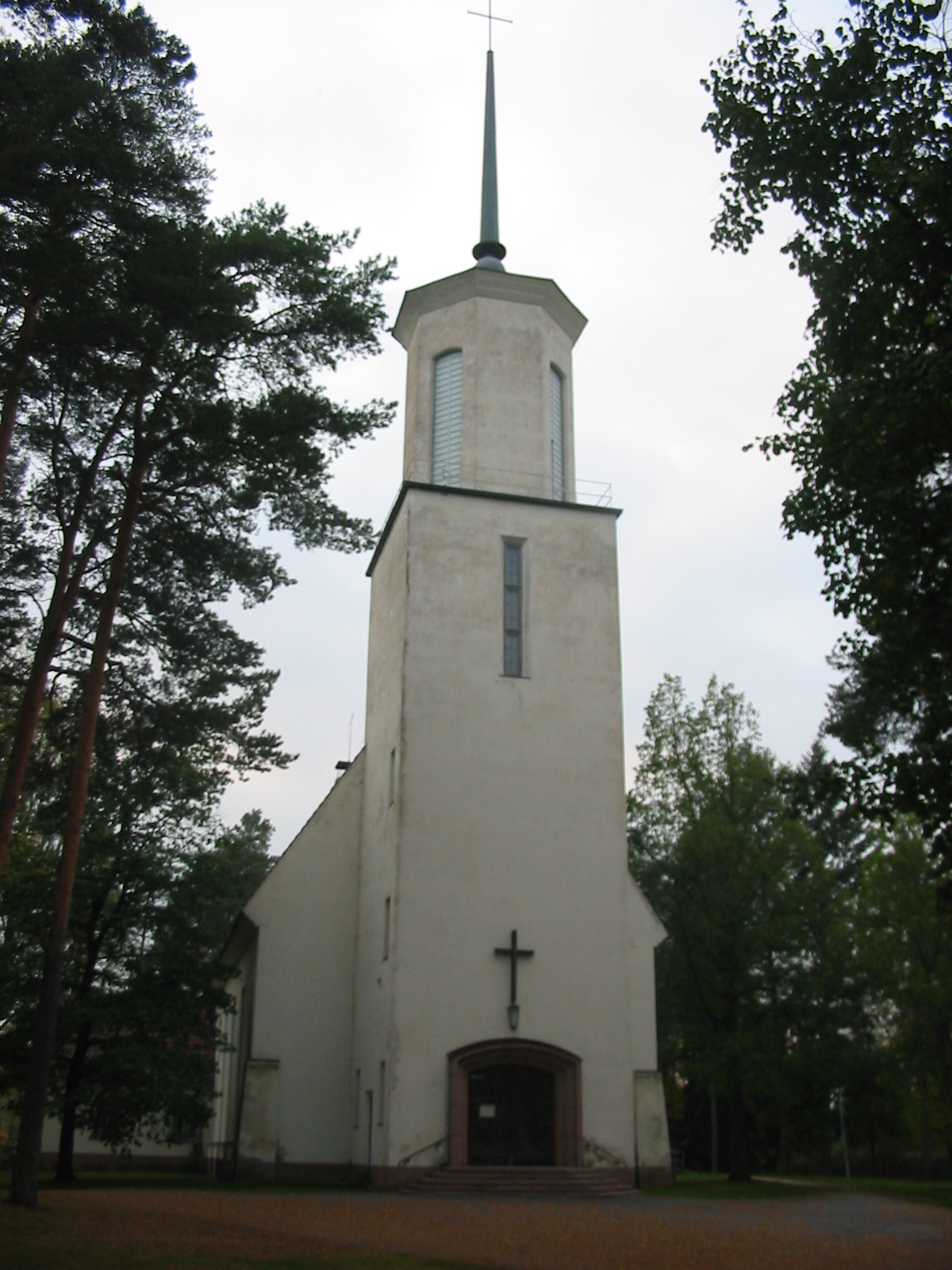
科斯基教堂

科斯基（芬蘭語：Koski Tl）是芬蘭西南部芬兰本部区的市鎮，始建於1869年，面積192.41平方公里，2013年人口2,447，人口密度為每平方公里12.78人。

## 名字
科斯基的芬兰语原文名字中有一个“Tl”的后缀，Tl是图尔库-波里省（Turun ja Porin lääni）的简称。原因是以前在芬兰海梅省也有一个同名市镇，其使用的后缀是“Hl”，表示海梅省（Hämeen lääni）的意思。后来该同名市镇改名为海门科斯基，并于2016年初并入霍洛拉市镇。因此理论上再也没有同名市镇了，但是科斯基市镇议会决定芬兰语名字中继续保留“Tl”的后缀。

## 外部連結
- 科斯基市镇官方网站 （页面存档备份，存于） （文）